# 天水山正則
天水山 正則（てんすいやま まさのり、1940年12月8日 - 没年不明）は、熊本県玉名郡天水町（現・同県玉名市）出身で伊勢ヶ濱部屋（入門時は荒磯部屋）に所属した大相撲力士。本名は池田 正則（いけだ まさのり）。最高位は西前頭10枚目（1965年7月場所、1967年7月場所）。現役時代の体格は176cm、133kg。得意手は左四つ、寄り、押し。

## 来歴・人物
中学校を卒業後、上京し、元横綱・照國が開いた荒磯部屋（のち、伊勢ヶ濱部屋に改称）へ入門。1956年5月場所で初土俵を踏んだ。同期の初土俵組には、後の関脇・海乃山や前頭筆頭の大雄などがいる。
同年9月、故郷の地名に因んだ「天水山」の四股名で序ノ口に付いた（その後、本名の「池田」に改名した時期もあったが、すぐに元の「天水山」へ戻している）。
三段目までは順調に昇進したが、1958年9月場所からは4年10ヶ月もの間、幕下に在った。1963年5月場所では7戦全勝という好成績を挙げて幕下優勝を遂げ、翌場所、22歳で新十両に昇進。以降は、十両に定着した。
その後漸くは十両中下位を往復する時期が続いたが、西十両4枚目で迎えた1965年3月場所では12勝3敗と好成績を挙げ、十両優勝を果たした。そして、これを手土産に翌5月場所、24歳で入幕した。その場所では場所前より虫垂炎に罹ったが、薬で痛みを散らしながら8勝7敗と勝ち越した。
左四つからの寄りを得意としたが、その取り口が幕内ではなかなか通用せず、幕内での勝ち越しは新入幕場所の1場所のみであった。
1967年11月場所を最後に幕内から遠ざかり、その後十両からも転落。西幕下4枚目の地位で途中休場した1968年9月場所を以って、27歳で廃業した。
廃業後は、住友金属に勤務。同社の相撲部の指導にも当たっていた。

## 主な成績・記録
- 通算成績：389勝363敗2休 勝率.517
- 幕内成績：23勝37敗 勝率.383
- 現役在位：71場所
- 幕内在位：4場所
- 連続出場：752回（序ノ口以来、1956年9月場所-1968年9月場所（9日目））
- 各段優勝
  - 十両優勝：2回（1965年3月場所、1967年5月場所）
  - 幕下優勝：1回（1963年5月場所）

## 場所別成績
| | 一月場所 初場所（東京） | 三月場所 春場所（大阪） | 五月場所 夏場所（東京） | 七月場所 名古屋場所（愛知） | 九月場所 秋場所（東京） | 十一月場所 九州場所（福岡） |
| --- | ----------------------- | ----------------------- | ----------------------- | --------------------------- | ----------------------- | --------------------------- |
| 1956年 （昭和31年） | x                       | x                       | （前相撲）              | x                           | 西序ノ口25枚目 3–5      | x                           |
| 1957年 （昭和32年） | 西序二段111枚目 5–3     | 西序二段77枚目 8–0      | 東三段目82枚目 4–4      | x                           | 西三段目65枚目 6–2      | 西三段目38枚目 4–4          |
| 1958年 （昭和33年） | 西三段目37枚目 5–3      | 西三段目28枚目 4–4      | 西三段目25枚目 4–4      | 東三段目21枚目 6–2          | 西幕下83枚目 5–3        | 西幕下68枚目 4–4            |
| 1959年 （昭和34年） | 西幕下66枚目 4–4        | 東幕下64枚目 5–3        | 西幕下57枚目 6–2        | 東幕下39枚目 4–4            | 東幕下38枚目 5–3        | 西幕下29枚目 5–3            |
| 1960年 （昭和35年） | 東幕下26枚目 4–4        | 東幕下24枚目 5–3        | 西幕下18枚目 4–4        | 西幕下17枚目 2–5            | 東幕下31枚目 3–4        | 東幕下35枚目 4–3            |
| 1961年 （昭和36年） | 東幕下33枚目 2–5        | 東幕下45枚目 2–5        | 西幕下65枚目 6–1        | 東幕下38枚目 3–4            | 西幕下45枚目 3–4        | 西幕下50枚目 3–4            |
| 1962年 （昭和37年） | 東幕下57枚目 6–1        | 東幕下33枚目 4–3        | 東幕下30枚目 4–3        | 東幕下25枚目 4–3            | 西幕下23枚目 4–3        | 西幕下19枚目 5–2            |
| 1963年 （昭和38年） | 東幕下9枚目 3–4         | 西幕下11枚目 5–2        | 東幕下6枚目 優勝 7–0    | 西十両15枚目 9–6            | 東十両10枚目 8–7        | 東十両7枚目 6–9             |
| 1964年 （昭和39年） | 西十両9枚目 7–8         | 東十両10枚目 8–7        | 東十両8枚目 7–8         | 西十両9枚目 5–10            | 東十両16枚目 9–6        | 東十両7枚目 7–8             |
| 1965年 （昭和40年） | 東十両8枚目 11–4        | 西十両4枚目 優勝 12–3   | 東前頭14枚目 8–7        | 西前頭10枚目 2–13           | 西十両4枚目 6–9         | 西十両7枚目 7–8             |
| 1966年 （昭和41年） | 西十両8枚目 9–6         | 西十両2枚目 6–9         | 東十両6枚目 8–7         | 東十両4枚目 5–10            | 西十両8枚目 8–7         | 西十両4枚目 6–9             |
| 1967年 （昭和42年） | 東十両7枚目 8–7         | 東十両6枚目 8–7         | 東十両7枚目 優勝 12–3   | 西前頭10枚目 7–8            | 東十両筆頭 8–7          | 東前頭11枚目 6–9            |
| 1968年 （昭和43年） | 東十両2枚目 5–10        | 西十両7枚目 7–8         | 西十両9枚目 7–8         | 西十両11枚目 4–11           | 西幕下4枚目 引退 1–4–2  | x                           |
| 各欄の数字は、「勝ち-負け-休場」を示す。 優勝 引退 休場 十両 幕下 三賞：敢=敢闘賞、殊=殊勲賞、技=技能賞 その他：★=金星 番付階級：幕内 - 十両 - 幕下 - 三段目 - 序二段 - 序ノ口 幕内序列：横綱 - 大関 - 関脇 - 小結 - 前頭（「#数字」は各位内の序列） |                         |                         |                         |                             |                         |                             |

### 幕内対戦成績
| 青ノ里   | 3 | 0 | 荒波   | 0 | 2 | 岩風   | 1 | 0 | 宇多川 | 0 | 2 |  |  |  |
| 小城ノ花 | 0 | 1 | 海乃山 | 0 | 1 | 金乃花 | 0 | 1 | 君錦   | 0 | 2 |  |  |  |
| 高鉄山   | 2 | 0 | 大心   | 0 | 1 | 大雄   | 0 | 2 | 鶴ヶ嶺 | 1 | 0 |  |  |  |
| 戸田     | 0 | 2 | 栃東   | 0 | 1 | 豊國   | 1 | 0 | 花光   | 1 | 1 |  |  |  |
| 廣川     | 0 | 2 | 福の花 | 0 | 1 | 房錦   | 1 | 1 | 富士錦 | 2 | 1 |  |  |  |
| 前田川   | 1 | 1 | 前の山 | 0 | 1 | 禊鳳   | 1 | 1 | 義ノ花 | 0 | 3 |  |  |  |
| 若杉山   | 1 | 1 | 若秩父 | 0 | 1 | 若天龍 | 0 | 2 | 若浪   | 1 | 3 |  |  |  |
| 若鳴門   | 0 | 1 | 若乃洲 | 2 | 0 | 若見山 | 2 | 1 | 若吉葉 | 1 | 1 |  |  |  |

## 改名歴
- 天水山 正則（てんすいやま まさのり、1956年9月場所-1963年1月場所・1963年7月場所-1968年9月場所）
- 池田 正則（いけだ -、1963年3月場所-1963年5月場所）